# Küp peyniri
Il küp peyniri (tr. "formaggio dell'orcio") è un tipo tradizionale di formaggio prodotto in quasi tutte le province dell'Anatolia centrale e dell'Anatolia orientale, a base di latte intero di pecora o di mucca. In alcune regioni è conosciuto come çömlek peyniri (tr. "formaggio del coccio"), sempre a causa del suo metodo di produzione.

## Fabbricazione
Dopo aver filtrato il siero di latte, il formaggio fresco viene pressato in vasi di terracotta o in bidoni di plastica dopo averlo salato: il cumino nero che viene aggiunto di preferenza al formaggio produce un aroma gradevole. Un panno pulito o foglie d'uva coprono l'imboccatura dell'orcio, la quale inoltre viene sigillata con pasta di pane o fango. L'orcio viene poi capovolto e sepolto a metà in un seminterrato della casa, che è generalmente fresco; la bocca dell'orcio viene orientata verso il basso. Tramite una coltura di lievito il latte fermenta e la caseina (proteina del latte) coagula, lasciando il siero di latte. Dopo la separazione del siero dal coagulo, l'acqua restante viene filtrata e pressata via dall'orcio nel terreno e il formaggio è lasciato a maturare. Dopo pochi mesi, il formaggio è completamente drenato, mentre colore, odore e sapore cambiano. Il Küp peyniri prodotto dal latte non scremato è un tipo speciale di formaggio che ha un odore e un aroma caratteristici, in quanto il formaggio perde gradualmente la sua umidità durante il periodo di maturazione nell'orcio immerso nel suolo: diversi eventi biochimici si verificano durante questo periodo. Si può pensare che questi eventi biochimici abbiano un effetto sui microrganismi contenuti nella pasta utilizzata per chiudere la bocca del vaso. La temperatura di conservazione ideale per il Küp peyniri conservato al di sotto della temperatura ambiente è di 6-10 gradi Celsius. In Cappadocia viene fatto maturare nelle grotte. In alcune regioni come nel distretto di Çayıralan, il Küp peyniri viene fatto stagionare in luoghi freschi e originali come il pozzo per conservare le patate o il forno tandir e lasciato ad ammuffire. L'odore e l'aroma del formaggio quando è attaccato dalla muffa - come nel caso del formaggio Roquefort - cambia.